# تل له نامی خیرآباد
تل له نامی خیرآباد مربوط به اواخر دوره ساسانیان - اوایل دوران‌های تاریخی پس از اسلام است و در شهرستان شیراز، بخش زرقان، دهستان بند امیر، ۷۰۰ متری غرب روستای خیرآباد واقع شده و این اثر در تاریخ ۳۰ بهمن ۱۳۸۶ با شمارهٔ ثبت ۲۰۹۰۵ به‌عنوان یکی از آثار ملی ایران به ثبت رسیده است.